# Niemiecka Partia Centrum
Niemiecka Partia Centrum (niem. Deutsche Zentrumspartei lub po prostu Zentrum), często nazywana Katolicką Partią Centrum – niemiecka katolicka partia polityczna w czasach Cesarstwa Niemieckiego, Republiki Weimarskiej i III Rzeszy. Rozwiązała się 5 lipca 1933, na krótko przed podpisaniem Reichskonkordatu pomiędzy Stolicą Apostolską a III Rzeszą. Po II wojnie światowej partia została reaktywowana, jednak nie zdołała osiągnąć dawnych wpływów, jako że większość jej członków odeszła do CDU. Pomimo tego była reprezentowana w parlamencie do 1957 roku. Ciągle istnieje, jako marginalne ugrupowanie, najsilniejsze w Nadrenii Północnej-Westfalii.

## Historia

### 1870–1933
W pierwszych dziesięcioleciach istnienia Niemiecka Partia Centrum była uważana za reprezentantkę i głosicielkę interesów katolików niemieckich. Podczas I wojny światowej poparła w Reichstagu rezolucję pokojową. W 1933 partia ta w obawie przed aresztowaniami, jak wszystkie ówczesne niemieckie partie prawicowe, głosowała za nadzwyczajnymi pełnomocnictwami dla Adolfa Hitlera. Konsekwencją tychże pełnomocnictw były w kilka miesięcy potem zakazy albo samorozwiązania partii politycznych. 6 lipca 1933 partia Centrum rozwiązała się, jako ostatnia z demokratycznych partii.

### Od 1945
Do jej ponownego założenia w 1945 roku znamiennie przyczynił się Johannes Brockmann, który uważał, że CDU przyjęła zbyt prawicowy kurs. Partia Centrum została zaproszona przez brytyjskie władze wojskowe do współpracy przy formułowaniu niemieckiej konstytucji. W pierwszych powojennych wyborach (1949) partia ta uzyskała 10 mandatów w Bundestagu, w następnych latach straciła jednak na znaczeniu i wpływie politycznym. W 1953 po raz ostatni uzyskała mandaty (3) w wyborach parlamentarnych. Później otrzymywała śladowe poparcie bądź nie startowała. Ostatni mandat w wyborach regionalnych (do Landtagów) uzyskała w 1955.
Dzisiaj partia Centrum jest ponadkonfesjonalna, wśród jej liderów i wyborców znajdują się członkowie różnych wyznań, ma charakter socjalno-konserwatywny. Od stycznia do sierpnia 2022 do ugrupowania należał pierwszy od 1957 roku deputowany, Uwe Witt, po wystąpieniu z Alternatywy dla Niemiec (wystąpił po przystąpieniu do partii byłego szefa AfD Jörga Meuthena, który należał do Centrum w latach 2022–2023).

## Program
Cenione przez partię wartości to: małżeństwo, życie, rodzina, młodzież, starsi ludzie, środowisko, opieka, zdrowie, praca, dobrobyt w oparciu o podejście chrześcijańskie. Małżeństwo i rodzina są uznane za podstawę prawidłowo ukształtowanego społeczeństwa. Prawa człowieka powinny być respektowane bez względu na jakiekolwiek różnice między ludźmi a praca powinna być tak opłacana, aby umożliwić każdemu prowadzenie godnego życia rozumianego nie tylko jako egzystencję w wymiarze materialnym, ale także udział w życiu kulturalnym. Kształcenie się i rozwijanie własnych talentów jest traktowane jako obowiązek każdego z obywateli. Państwo i społeczeństwo powinno jedynie zapewnić każdemu równe szanse w dostępie do wiedzy.